# 퍼찬가 아레나
퍼찬가 아레나(영어: Pechanga Arena)은 미국 캘리포니아주 샌디에고에 위치한 실내 경기장이다. 과거 NBA 샌디에고 로키츠, 샌디에고 클리퍼스와 ABA 샌디에이고 컨키스타도르스/샌디에이고 세일스 그리고 ECHL 샌디에고 걸스, IHL 샌디에고 걸스, WHA 샌디에고 매리너스의 홈경기장으로 사용했고, 현재 AHL 샌디에고 걸스의 홈경기장으로 사용되고 있다.

## NBA프리시즌 경기
| 날짜            | 팀1                 | 스코어 | 팀2         |
| --------------- | ------------------- | ------ | ----------- |
| 2025년 10월 4일 | 미네소타 팀버울브스 |        | 덴버 너기츠 |

| NBA 올스타전 개최 경기장 |                                 |         |
| 1970년                   | 1971년 샌디에이고 스포츠 아레나 | 1972년  |
| 스펙트럼                 | 1971년 샌디에이고 스포츠 아레나 | 더 포럼 |
|                          |                                 |         |
|                          |                                 |         |